# قانون القای فارادی
قانون القای الکترومغناطیسی فارادی که مایکل فارادی آن‌را پیش نهاده، بیان می‌کند که هرگاه شار مغناطیسی که از یک مدار بسته می‌گذرد تغییر کند، نیروی محرکه‌ای در آن القا می‌شود که بزرگی آن با آهنگ تغییرات شار مغناطیسی متناسب است. این قانون به همراه قانون گاوس، قانون مغناطیس گاوس و قانون آمپر، معادلات ماکسول را تشکیل می‌دهد. این معادلات، پایه‌های الکترومغناطیس کلاسیک هستند.
| حالت دیفرانسیلی                                                       | حالت انتگرالی                                                                 |
| --------------------------------------------------------------------- | ----------------------------------------------------------------------------- |
| {\displaystyle \nabla \times {E}=-{\frac {\partial {B}}{\partial t}}} | {\displaystyle \oint _{C}{E}\cdot d{l}=-\ {d \over dt}\int _{S}{B}\cdot d{A}} |

این قانون را می‌توان با روابط زیر هم بیان کرد:
تک حلقه: {\displaystyle {\varepsilon }=-{{d}{\varphi } \over dt}}

چند حلقه‌ای: {\displaystyle {\varepsilon }=-{N}{{d}{\varphi } \over {d}t}}
در این رابطه ε نیروی محرکه القایی بر حسب ولت ({\displaystyle V}) و {\displaystyle {{d}{\varphi } \over {d}t}} (آهنگ تغییر شار مغناطیسی) بر حسب وبر بر ثانیه ({\displaystyle {Wb \over {s}}}) است.
اگرچه این معادله به قانون فارادی مشهور است، فارادی آن‌‌را این‌گونه ننوشته‌است، زیرا او بر ریاضی تسلط نداشت. در حقیقت در سه جلد کتاب فارادی دربارهٔ الکترومغناطیس، که در توسعه فیزیک و شیمی نقش به‌سزایی داشت، اثری از ریاضیات نبود. این قانون را جیمز کلرک ماکسول فرمول‌بندی کرده‌است.

## نگارخانه

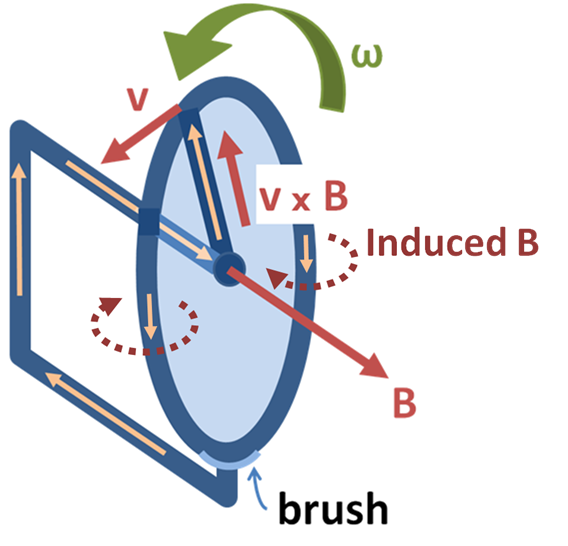

## برای مطالعهٔ بیشتر
- ویدیوی‌های آموزشی قانون القای الکترومغناطیسی فارادی در کلاس درس: